# Sierra del Lacandón
Sierra del Lacandón – pasmo górskie w północno-zachodniej Gwatemali i wschodnim Meksyku. Góry tworzące pasmo zbudowane są głównie z wapienia, a ich wysokość nie przekracza 636 m n.p.m. Nazwa gór pochodzi od zamieszkującego je plemienia Indian – Lakandonów.
Gwatemalska część pasma znajduje się na terenie utworzonego w 1990 roku parku narodowego Sierra del Lacandón.